# Tui shou

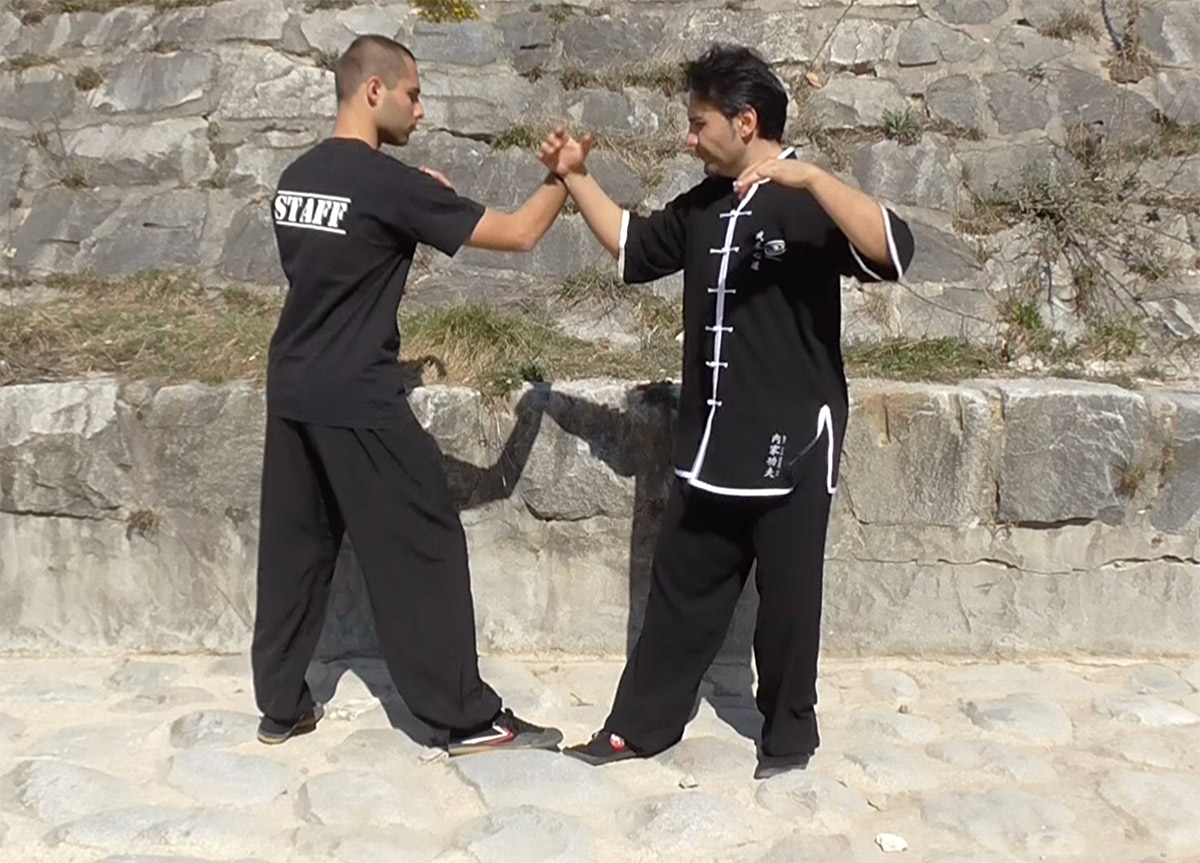
Nella foto, l'esercizio del Tui Shou

Codificata da Chen Wanting (1600 – 1680), la Spinta con le mani (推手 in lingua cinese, tui shou in pinyin) è una tecnica del taijiquan  che costituisce una introduzione alla pratica marziale ed alla sua strategia. Praticata in coppia, serve a sviluppare stabilità, sensibilità, reattività, senso della distanza, tempismo, insegna a gestire l'aggressività e quindi a conquistare un maggior equilibrio interiore e spirituale.
I due atleti cercano di squilibrare l'avversario non di forza ma, mantenendo continuamente il contatto con avambracci e mani, rispondono alle spinte dell'avversario cedendo fino a che uno dei due sente l'altro in uno stato di equilibrio precario ed applica il minimo sforzo per squilibrarlo.
L'esercizio deve però essere più correttamente interpretato in senso positivo, cioè come una ricerca di equilibrio reciproco nel quale i due atleti modificano in modo complementare il proprio stato di yin-yang in un continuo movimento oscillatorio.
Finalità dell'esercizio non è, quindi, "vincere" ma sviluppare coordinamento, fermezza, morbidezza e capacità di "sentire" l'energia dell'avversario per meglio utilizzate la propria. L'applicazione delle tecniche apprese, affinate e praticate con il tui shou alla difesa personale è ovvia ed immediata.
Con il tui shou si impara, inoltre, come applicare l'energia a spirale e come utilizzare l'energia dell'avversario per batterlo.
Il tui shou non è un combattimento ma un esercizio per sviluppare sensibilità.
La tecnica si compone di 13 azioni, divise in 5 passi ed 8 tecniche (Ba Fa):
- passi:
  - Jin: avanzare
  - Tui: retrocedere
  - Gu: (spostarsi a) destra
  - Ban (spostarsi a) sinistra
  - Ding (rimanere al) centro
- tecniche (Ba Fa):
  - principali
    - Peng (parare)
    - Lu (assorbimento ruotato)
    - Ji (premere)
    - An (spingere o appoggiarsi)

  - secondarie
    - Zhai (afferrare e tirare verso il basso)
    - Lie (divisione)
    - Zhou (colpire con il gomito)
    - Kao (colpire con la spalla, il ginocchio o l'anca)

La pratica del tui shou prevede i seguenti 5 livelli di difficoltà crescente:
1. Huang hua, stazionario, sia ad una che a due mani
2. Ding bu: stazionario a due mani
3. Hua bu: passo singolo (o anche due o tre passi) in avanti ed indietro, a due mani
4. Da lu: movimento a due mani con passo singolo ed in posizione bassa
5. Huangjiao bu: esecuzione libera, a due mani

Dopo questi rimane solo il San Shou, il combattimento libero.
Il tui shou consente anche di dar vita a gare competitive tra atleti.